# Громадяни Польщі
Громадяни Польщі (пол. Obywatele RP) — громадянський рух у Польщі, котрий від 2016 року циклічно протестує проти правлячої в країні консервативної партії «Право і справедливість». Рух став відомим завдяки організації так званої «kontrmiesięcznicy», тобто щомісячного протесту проти маршу в пам'ять про жертв Смоленської авіакатастрофи 2010 року, на якому виступає лідер партії ПіС Ярослав Качинський.
Неформальним лідером руху є Павел Каспшак. Учасницею руху є польська україністка, дослідниця Гуцульщини Кінґа Камінська.

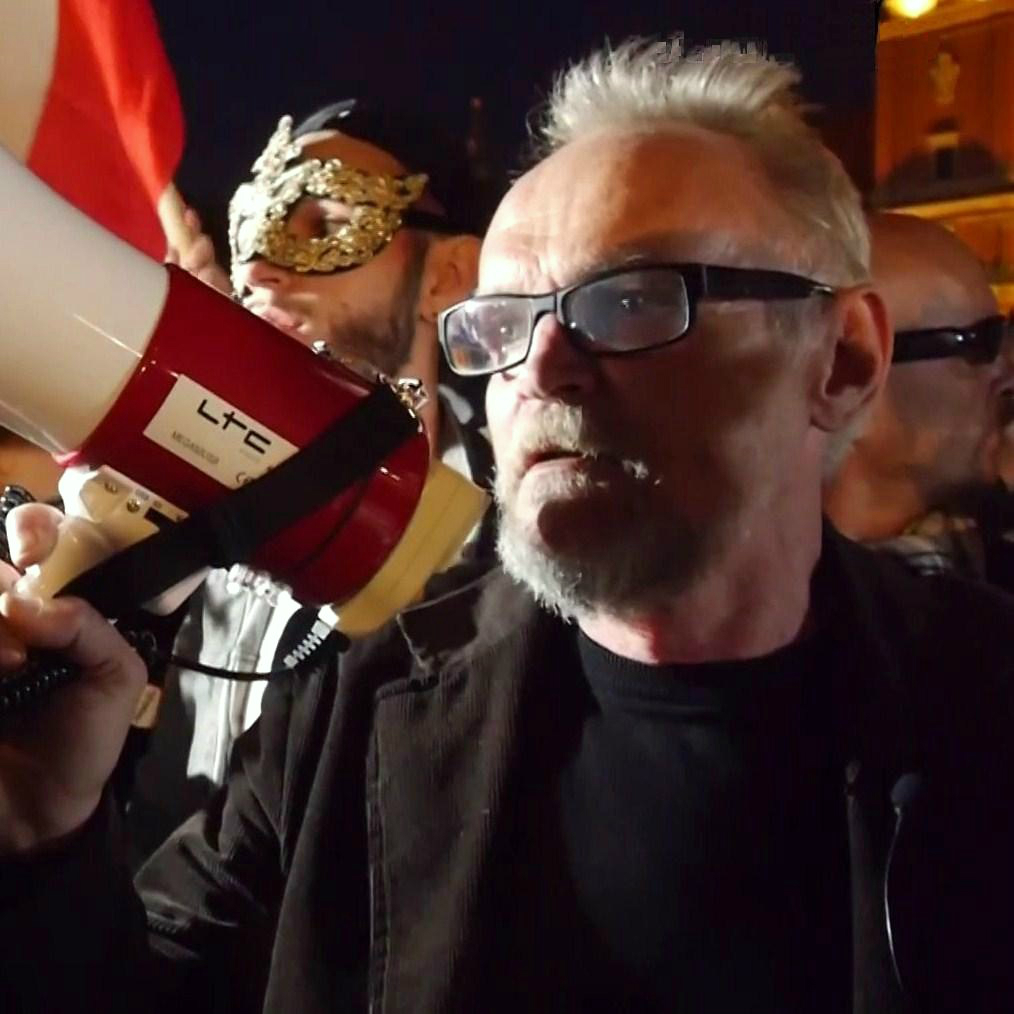
Павел Каспшак — один з лідерів руху

Рух «Громадяни Польщі» відомий також протестом проти польських організацій, що пропагують націоналізм і нацизм. У лютому 2017 року, коли в місті Гайнівка відбувався Марш проклятих солдатів з портретами вояка польського антикомуністичного підпілля Ромуальда Райса «Бурого», «Громадяни Польщі» протестували проти цього заходу, вказуючи, що на руках «Бурого» — кров представників білоруського і православного цивільного населення з околиць Гайнівки.
У червні 2017 року «Громадяни РП» були присутніми на церковній процесії українців Перемишля пам'яті воїнів-петлюрівців, на котру в 2016 році напали польські націоналісти.
Методом спротиву руху є акції громадянської непокори. До березня 2017 року учасники руху приходили на маніфестації опонентів з білими трояндами і плакатами. Однак у березні парламент Польщі ухвалив закон про зібрання громадян, яким заборонялося проводити контрманіфестації в безпосередній близькості до так званих циклічних заходів. Учасники руху «Громадяни Польщі» почали перешкоджати опонентам проводити маніфестації, сідаючи на дорозі заходу.
Умовою участі в русі є підписання «Громадянської декларації», у якій, зокрема, говориться: «Кожен має право відмовитися підпорядковуватися тиранії, державі, яка порушує його гідність, порушує закони та важливі для нього цінності, державі безправ'я, врешті. Не кожній владі потрібно підпорядковуватися».
У січні 2018 р. рух звернувся до «коаліції демократичних партій» Польщі, вимагаючи проведення відкритих праймеріз на місця в списках партій напередодні виборів в органи місцевого самоврядування, котрі мають відбутися в Польщі восени 2018 року.